# Władcy Aksum
Władcy Aksum - Lista zawiera listę wszystkich znanych władców państwa Aksum od Zoskalesa do Dylneada. Władcy po Armahu, ostatnim królu bijącym monety są znani tylko z niewielkiej ilości źródeł.

## Pierwsi władcy Aksum
| Imię władcy | Daty panowania   |
| ----------- | ---------------- |
| Zoskales    | I-II wiek n.e.   |
| Gadarat     | II-III wiek n.e. |
| Azaba       | III wiek n.e.    |
| Sembrutes   | III wiek n.e.    |
| Datawnas    | III wiek n.e.    |

## Historyczni władcy Aksum
Władcy od Endubisa do Armaha są znani głównie bitych przez nich monet. Wiedza na ich temat jest znacznie szersza niż w przypadku pierwszych i ostatnich królów. 
| Imię władcy | Daty panowania   | Wizerunek |
| ----------- | ---------------- | --------- |
| Endubis     | II połowa III w. |           |
| Afilas      | I połowa IV w.   |           |
| Wazeba      | I połowa IV w.   |           |
| Ousanas     | I połowa IV w.   |           |
| Ezana       | ok. 320-360      |           |
| Mehadeyis   | II połowa IV w.  |           |
| Ouazebas    | II połowa IV w.  |           |
| Eon         | I połowa V w.    |           |
| Ebana       | I-II połowa V w. |           |
| Nezool      | II połowa V w.   |           |
| Ousas       | I połowa VI w.   |           |
| Kaleb       | ok. 510-540      |           |
| Wazena      | II połowa VI w.  |           |
| Wa'zeb      | II połowa VI w.  |           |
| Ioel        | II połowa VI w.  |           |
| Hataz       | II połowa VI w.  |           |
| Israel      | ok. 590-600      |           |
| Gersem      | I połowa VII w.  |           |
| Armah       | I połowa VI w.   |           |

## Ostatni władcy Aksum
Informacje na temat tych władców są w większości nieznane, ponieważ nie zachowały się praktycznie żadne źródła z ich czasów. Prawdopodobnie związanie jest to ze wzrostem potęgi arabskich Kalifatów, które ograniczyły możliwości handlowe, co spowodowało upadek potęgi państwa Aksum.
| Imię władcy   | Informacje dodatkowe |
| ------------- | -------------------- |
| Kwastantinos  | inaczej Konstantyn   |
| Wasan Sagad   | lub Bazagar?         |
| Fere Shanay   | lub Fere Shernay     |
| 'Adre'az      | lub Fere Shernay     |
| 'Akla Wedem   | lub Akala            |
| Germa Safar   |                      |
| Zergaz        | lub Gergaz           |
| Degna Mika'el | lub Dengna Mika'el   |
| Bahr 'Ikela   |                      |
| Gum           |                      |
| 'Asgwomgum    |                      |
| Letem         |                      |
| Talatem       |                      |
| 'Oda Gosh     | lub 'Oda Sasa        |
| 'Ayzur        |                      |
| Dedem         |                      |
| Wededem       |                      |
| Wedem 'Asfare |                      |
| 'Armah        |                      |
| Degna Djan    | lub Ged'a Djan       |
| 'Anbasa Wedem | syn Degna Djana      |
| Dylnead       | syn Degna Djana      |